# Scion (gioco)
Scion è un gioco di ruolo di ambientazione fantasy urbano in cui i personaggi sono i figli di divinità dei pantheon classici, pubblicato dalla White Wolf.

## Pubblicazioni
Fonte:
- Justin Achilli, Alan Alexander, Carl Bowen, Bill Bridges, John Chambers, Michael Lee, Peter Schaefer, James Stewart e Andrew Watt (2007). Scion: Hero. White Wolf Publishing.  ISBN 978-1-58846-468-2
- Justin Achilli, Alan Alexander, Carl Bowen, John Chambers, Jess Hartley e Joseph Carriker Jr. (2007). Scion: Demigod. White Wolf Publishing.  ISBN 978-1-58846-469-9
- Robert Fulkerson (2007). Of Shadows Yet to Come. White Wolf Publishing.
- Alan Alexander, Carl Bowen, John Chambers, Jess Hartley, Peter Schaefer e Dean Shomshak (2008). Scion: God. White Wolf Publishing.  ISBN 978-1-58846-470-5
- Joseph Carriker Jr. e Jennifer Lawrence (2008). Scion Companion Part One: The Tuatha dé Dannan. White Wolf Publishing.
- Dean Shomshak (2008). Scion Companion Part Three: Celestial Bureaucracy. White Wolf Publishing.
- Jesse Heinig (2008). Scion Companion Part Two: Manifestation of Ichor. White Wolf Publishing.
- David Nurenberg (2008). Scion Companion Part Four: Secrets of the World. White Wolf Publishing.
- Eric Brennan, Jesse Heinig, Jack Norris, Dean Shomshak e Christina Stiles (2008). Scion: Ragnarok. White Wolf Publishing.  ISBN 978-1-58846-448-4
- Scion Companion Character Sheets. White Wolf Publishing.
- Jennifer Lawrence (2009). Seeds of Tomorrow. White Wolf Publishing.
- Jason Bolte, Ned Coker, Jeff Combos, Jesse Heinig, Joseph Carriker Jr., Jennifer Lawrence, David Nurenberg, Dean Shomshak e M. Sechin Tower (2009). Scion Companion. White Wolf Publishing.  ISBN 978-1-58846-398-2
- Drew Backer e Ric Connely (2009). Scion: Wolfsheim. White Wolf Publishing.
- Siavash Mojarrad e Dean Shomshak (2010). Yazata: The Persian Gods. White Wolf Publishing.